# Laureano Nazar
Laureano Nazar (Mendoza, 4 de julio de 1816 - 9 de noviembre de 1882) fue un militar argentino y activo miembro del Partido Federal, gobernador de la provincia de Mendoza entre 1859 y 1861.

## Biografía
Nació en Mendoza en julio de 1816, hijo de Juana Anzorena y del teniente coronel Joaquín Nazar, guerrero de la independencia a las órdenes del general José de San Martín , de quien heredó la vocación militar. También era sobrino del caudillo federal José Félix Aldao. Sobrino de héroe de la independencia y la Guerra con Brasil Benito Nazar.
En 1832 se incorporó al ejército provincial, con el que hizo la campaña al desierto. Fue por muchos años jefe del fuerte de San Rafael, centro de la defensa de la provincia contra los indios.
Participó en la campaña de 1840 a La Rioja y luchó en la batalla de Rodeo del Medio contra Lamadrid. Después de Caseros apoyó el regreso del general Pedro Pascual Segura al gobierno y fue varias veces diputado provincial, ya con el grado de coronel.
En 1859 dirigió una revolución contra el gobernador unitario Federico Maza. Fue derrotado, pero la intervención federal dirigida por Pascual Echagüe permitió el triunfo electoral de los federales, que eligieron — tras la renuncia de León Correas — Gobernador de Mendoza, a partir del 23 de agosto de ese año, a Laureano Nazar.

## Gobernación y terremoto
Su gobierno fue ordenado y austero, pero sus logros no pasaron a la historia; todo lo que haya hecho quedó completamente opacado por el fatal Terremoto de Mendoza de 1861: en el atardecer del 20 de marzo de ese año, un terremoto destruyó la ciudad. Fue la mayor catástrofe de la historia de la provincia de Mendoza: casi no quedó una pared en pie, y como consecuencia del sismo perdieron la vida alrededor de 10 000 mendocinos, lo que en ese momento representó casi la mitad de los pobladores de la ciudad.
Tras los miles de muertos, algunos sobrevivientes desesperados saquearon lo que quedaba. El gobernador perdió a sus tres hijos en el desastre. Nazar llevó a su esposa Eudocia de la Reta hasta Los Barriales, localidad cercana a la ciudad de Mendoza, para ponerla a salvo. Regresó rápidamente a la ciudad y asumió su función de gobernador, tomando enérgicas medidas para reprimir el pillaje. Fue secundado y ayudado en su accionar por el coronel Manuel José Olascoaga, quien se desempeñaba como jefe de las fuerzas policiales, y otros oficiales — entre los cuales se destacó Juan de Dios Videla — que se pusieron al frente de los socorristas y de la represión de los saqueos.
Sus opositores lo acusaron de inacción, pero es posible que esto haya sido resultado de las oposiciones políticas de la época.
Pero la ciudad estaba completamente destruida, y reconstruirla hubiese resultado más complicado que trasladarla. En el mes de abril, Nazar eligió el barrio de San Nicolás — uno de los menos golpeados por el sismo — como sede del gobierno provincial. Desde allí comenzó a reorganizar su gobierno. Logró edificar algunos edificios y organizar el reparto de las donaciones llegadas de las demás provincias y de los países vecinos: la ciudad debió ser reconstruida prácticamente en su totalidad, pero Nazar no logró más que éxitos parciales.

## Caída, destierro y regreso
A fines de año llegó la noticia de la derrota de la Confederación Argentina en Pavón, por lo que los unitarios organizaron una revolución, que Nazar derrotó con facilidad. Pero la dureza con que trató a los vencidos alarmó a algunos jefes federales, que pensaban negociar con los porteños. Uno de ellos, Juan de Dios Videla, lo derrocó el 16 de diciembre de 1861, y Nazar tuvo que huir a Chile; allí se enteró de que los porteños habían invadido la provincia y arrestado a Videla, poniendo al unitario Luis Molina en el gobierno. Excepto por el breve período de Carlos Juan Rodríguez en 1866–1867, Nazar fue el último gobernador federal que tuvo la provincia de Mendoza.
Regresó de Chile en 1866, cuando ya había perdido toda su fortuna en manos del gobierno nacional. A fines de ese mismo año tuvo que huir de nuevo a Chile durante la "revolución de los colorados"; tanto porque estaba dirigida por Videla, como para que no lo acusaran de participar en ella.
Regresó después del fracaso de los últimos federales, y tuvo que vivir sus últimos años sostenido económicamente por su suegro, Francisco de la Reta.
Murió en Mendoza en noviembre de 1882.